# Ljusdal
Ljusdal er en by i landskapet Hälsingland i Gävleborgs län i Sverige. Den er administrationsby i Ljusdals kommun og i år 2010 boede det 6.230 mennesker. 
Byen ligger ved  floden Ljusnan og ishockeyklubben Ljusdals Bandy har hjemsted i byen.
- Ljusdals kirke
- Ljusdalsbygdens museum
- Vandtårnet i Ljusdal
- Forvaltningshuset
- Bandy